# Paraphaenocladius pusillus
Paraphaenocladius pusillus är en tvåvingeart som beskrevs av Ole Anton Saether och Wang 1995. Paraphaenocladius pusillus ingår i släktet Paraphaenocladius och familjen fjädermyggor.
Artens utbredningsområde är South Carolina. Inga underarter finns listade i Catalogue of Life.